# Alba Regia
Alba Regia est un voilier monocoque de course au large mis à l'eau en juillet 1990, conçu par et construit par Nándor Fa.

## Historique
Pour sa première compétition, Nándor Fa l'engage dans le BOC Challenge 1990 qu'il termine à la dixième place en classe 1 (14e au général).
En 1992, le bateau prend le nom de K&H Bank-Matav en vue du Vendée Globe qu'il achève à la 5e place en 128 j 16 h 05 min 04 s malgré une bôme cassée.
En 1994, le directeur du casino d'Étretat rachète le bateau en vue de participer à la Route du Rhum avec comme skipper Éric Dumont sous le nom de Casino d'Etretat. Il termine 12e au général et 7e monocoque.
En 1996, il est mis en vente à Pointe-à-Pitre sans mât pour 800 000 F. En 1997, il est ramené à Brest avec le mât Fujicolor par Anne Liardet qui envisageait de faire la Transat Jacques-Vabre avec, mais le projet est abandonné. En 1998, Fyodor Konyukhov le renomme Modern University For The Humanities pour participer à l'Around Alone 1998-99. Après avoir terminé 6e de la première étape, Fedor abandonne dans la seconde. En 2000, il s'engage dans le Vendée Globe mais il abandonne au sud de Sidney.

## Palmarès
- 1990 :
  - 10e du BOC Challenge barré par Nándor Fa

### K&H Bank-Matav
- 1992 :
  - 5e du Vendée Globe barré par Nándor Fa

### Casino d'Etretat
- 1994 :
  - 12e de la Route du Rhum barré par Éric Dumont
- 1995 :
  - Abandon dans la Transat Jacques-Vabre barré par Éric Dumont et Gilles Campan

### Modern University For The Humanities
- 1998 :
  - Abandon dans Around Alone 1998-99 barré par Fyodor Konyukhov
- 2000 :
  - Abandon dans le Vendée Globe barré par Fyodor Konyukhov